# Parastictococcus delottoi
Parastictococcus delottoi är en insektsart som beskrevs av Richard 1976. Parastictococcus delottoi ingår i släktet Parastictococcus och familjen Stictococcidae.
Artens utbredningsområde är Eritrea. Inga underarter finns listade i Catalogue of Life.